# Eriko Tamura
Eriko Tamura (田村 英里子?, Tamura Eriko), pseudonimo di Eriko Sakamoto (坂本 絵理子?, Sakamoto Eriko; Ibaraki, 16 gennaio 1973), è un'attrice e cantante giapponese, famosa nell'ambito degli anime per essere la idol a cui è stato ispirato il personaggio della serie Ciao, Sabrina.

## Biografia
Ha vissuto in Germania dagli 8 ai 13 anni e al suo ritorno in Giappone ha debuttato giovanissima sul piccolo schermo: a 14 anni ha recitato nel film televisivo Flowerly Afternoon diretto da Kazuki Ōmori, ma la sua consacrazione è avvenuta con la partecipazione al popolare show televisivo Go with the Wild! e soprattutto con il doppiaggio delle parti cantate di Eriko Tamura nell'anime Ciao, Sabrina (アイドル伝説えり子?, Aidoru densetsu Eriko). In seguito ha alternato la sua attività di cantante con quella di attrice partecipando a numerosi film e telefilm giapponesi (complessivamente oltre una ventina di titoli) ed incidendo nel contempo una decina di album e 15 singoli con l'etichetta giapponese Toshiba EMI.
A partire dal 2005 la sua attività si è spostata negli Stati Uniti con la partecipazione a varie serie televisive, come Nuclear Hurricane e Heroes dove nella seconda stagione ha interpretato il ruolo della principessa Yaeko. Nel 2009 ha cominciato anche a lavorare per il grande schermo interpretando la parte di Mai nel film Dragonball Evolution.

## Discografia

### Album
- 1989 – May be Dream
- 1990 – Myself
- 1990 – Behind the Heart
- 1991 – Der Traum
- 1991 – Taiyo no Vacance
- 1992 – Shojo de iraretara
- 1992 – Ima no watashi de...
- 1993 – Sure

#### Best Album
- 1991 – Discovery
- 1994 – Ballad
- 1998 – Twin Best
- 2003 – Golden Best
- 2005 – New Best 1500
- 2024 – SINGLE COLLECTION

### Singoli
- 1989 – Locomotion Dream
- 1989 – Suki yo
- 1989 – Honki
- 1990 – Process
- 1990 – Domino
- 1990 – Reversible
- 1990 – Niji-iro no namida
- 1991 – Little Darling
- 1991 – Makasete! Chin ton shan
- 1991 – Yuwaku no cha-cha
- 1992 – Saigo ni oshiete
- 1992 – Suteki na ame
- 1993 – Ningyo no T-shirt
- 1993 – Asu no yukue
- 1994 – Kanashimi de wa owaranai
- 1995 – Samishisa ni kowasarete mo

## Filmografia parziale

### Cinema
- Dragonball Evolution, regia di James Wong (2009)

### Televisione
- Ciao, Sabrina (アイドル伝説えり子?, Aidoru densetsu Eriko) - serie TV animata, 51 episodi (1989-1990)
- Heroes - serie TV, 6 episodi (2007)
- Reaper - In missione per il Diavolo (Reaper) - serie TV, 6 episodi (2009)